# عايدة سعد
عايدة سعد (1952-) هي أسيرة فلسطينية من مواليد غزة، تنتمي لأسرة هاجرت من مدينة يافا بعد نكبة 48. توفي والدها وهي طفلة، وتولت والدتها ذات الأصول التركية تربيتها هي وأخوتها.
تأثرت في إنضمام شقيقها فؤاد إلى جيش التحرير الفلسطيني، وزاد حقدها على الاحتلال بعد استشهاد شقيقاتها الثلاث في قصف إسرائيلي على غزة عام 1956.

## حياتها النضالية
انضمت عايدة إلى صفوف المقاومة الفلسطينية وهي في عُمر الخمسة عشر عاماً، وتدربت على حمل السلاح واستخدامه. كما وكانت شاهدة عيان على تفجير الفدائي مازن أبو غزالة لِنفسِهِ في دورية للاحتلال بعد نكسة 1967. وقامت بتنفيذ عدة عمليات أبرزها عملية السادس عشر من نيسان عام 1969 حيث ألقت قنبلتين على إحدى الدبابات لاستهداف مجنزرة لجيش الاحتلال داخل موقع السرايا الأمني وسط مدينة غزة. ثم أُلقِيَ القَبضُ عليها وهي مصابة بجراح خطيرة، وتم نَقلُها للمستشفى ومن ثم للتَحقيق حيث تعرضت للتعذيب الجسدي والنفسي، وهدم منزل عائلتها.
أُعتقِلت سعد وَهي في عُمر السبعة عشر عاماً، حُكِمَ عليها بالسجن عشرين عاماً أمضت منها عشر سنوات، حيث تم الإفراج عنها عام 1979 ضمن صفقة تبادل أسرى تمت بين الجبهة الشعبية والكيان الصهيوني عرفت باسم "عملية النورس" حيث تم الإفراج عن 76 أسير فلسطيني وابعادهم إلى الخارج على متن طائرة حطت في مطار جنيف، مقابل جندي إسرائيلي واحد تم أسره أثناء الاجتياح الإسرائيلي لجنوب لبنان عام 1978، وقبل أن تقلع الطائرة بهم قام جنود الاحتلال بإعطائهم سائل على أنه ماء حيث شربوه وعندما وصلوا إلى جنيف اكتشفوا وجود سائل أبيض يحيط بأفواههم، وقد أصيب معظم الأسرى المحررين فيما بعد بمرض السرطان بما فيهم الأسيرة المحررة عايدة الريفي.
توجهت عايدة إلى ليبيا ومن ثم إلى سوريا ولبنان وبلغاريا إلى أن استقرت في دبي في دولة الإمارات العربية المتحدة بدعوة من الشيخ زايد بن سلطان آل نهيان، وهي محرومة من زيارة ابنتها الوحيدة في كندا التي تصنفها على قائمة الإرهاب.